# Elektriciteitscentrale Syrdarya
De in 1975 gebouwde Syrdarya elektriciteitscentrale is een grote gasgestookte elektricitetiscentrale gelegen in Syrdarya, Oezbekistan. De 5 schoorstenen van de centrale zijn elk 350m hoog.